# نيكوس أراباتزيس
نيكوس أراباتزيس (باليونانية: Νίκος Αραμπατζής)‏ هو لاعب كرة قدم يوناني في مركز ظهير ‏، ولد في 10 مارس 1984 في سيرس في اليونان. شارك مع منتخب اليونان تحت 19 سنة لكرة القدم ومنتخب اليونان تحت 21 سنة لكرة القدم. أما مع النوادي، فقد لعب مع نادي إيراكليس ونادي بانيتوليكوس ونادي باوك ونادي لاريسا.

## وصلات خارجية
- نيكوس أراباتزيس على موقع قاعدة بيانات كرة القدم.إي يو (الإنجليزية)
- نيكوس أراباتزيس على موقع Soccerway.com (الإنجليزية)